# Christian Lorenz Sommer
Christian Lorenz Sommer (Rudolstadt, 19 novembre 1796 – Rudolstadt, 20 luglio 1846) è stato un filologo classico tedesco.

## Biografia
Dal 1814 studiò teologia e filologia all'Università di Göttingen e, a partire dal 1816, studiò filologia all'Università di Lipsia, dove ebbe come professori Gottfried Hermann e Christian Daniel Beck. Nel 1817 iniziò il servizio come collaboratore alla Landesschule Pforta sotto la direzione di Karl David Ilgen. Dal 1819 fu professore presso il ginnasio di Rudolstadt. Nel 1832 gli fu conferita una laurea ad honorem dall'Università di Jena.
Pubblicò quattro trattati relativi all’Ecuba di Euripide (1836-44).